# Гливенко, Иван Иванович
Ива́н Ива́нович Гливе́нко (12 (24) апреля 1868, с. Лебедин, Харьковская губерния, Российская империя — 22 декабря 1931, Москва, СССР) — русский и советский историк литературы, переводчик.

## Биография
Родился 12 (24) апреля 1868 года в с. Лебедин, Харьковская губерния, Российская империя (ныне город в Сумской области, Украина) в семье земского фельдшера. До Октябрьской революции преподавал в статусе профессора в Киевском университете, где читал лекции по всеобщей литературе, затем состоял профессором этнолого-лингвистического факультета I-го МГУ.
В 1921 — 1923 годах был заведующим Главнаукой.
Член правления Московского дома учёных (1924).
Умер 22 декабря 1931 года в Москве.

## Творчество
Первым опубликованным произведением стал перевод с испанского плутовского романа XVI в. «Ласарильо с Тормеса», напечатанный в 1893 году в журнале «Северный вестник». Сотрудничал с рядом журналов: «Известия Киевского университета» (1902—1903), «Педагогическая мысль» (1904), «Красный архив» [1922—1924], «Красная новь» (1924), «Октябрь» (1925), «Печать и революция» (1926).
Автор более 30 работ. Теоретический характер носят две работы: «Этюды по теории поэзии» — «О литературном произведении и литературном изображении» (1920), «Поэтическое изображение и реальная действительность» (1929). Поэзию как искусство Гливенко делит на два вида:
- изобразительная (эпические и драматические произведения), использующая три вида литературного изображения: индивидуальное, типическое и идеальное изображение,
- выразительная (произведения лирические)

Считал, что классификации искусств зависит от характера читательского восприятия: «литературные направления создают читатели», то есть группы читателей, «вкусы» которых удовлетворяют произведения данного направления.
Историко-литературные работы — монография о В. Альфьери («Витторио Альфьери. Жизнь и произведения», 1912), и «Чтения по истории всеобщей литературы» (написана в духе историко-культурного метода).